# Mesquita de Azieve
A Mesquita de Azieve é uma mesquita da cidade de Ufá na República do Bascortostão, Rússia.  

## A mesquita
Até meados do século XVIII era considerada a principal mesquita basquir. As assembleias nacionais de todos os líderes basquires foram realizadas nessa mesquita, que era o maior símbolo do Bascortostão. 
Está localizada perto do rio Bersuvã, ao lado do Monte Curgaul, cidade de Ufa. A fronteira entre os territórios da fortaleza de Ufa e as terras de posse dos basquir passavam por essa área. 

## História
A data da construção da mesquita ainda é desconhecida, porém estima-se que foi construída entre os séculos XIII-XIV. Sua fundação está associada às atividades do “primeiro imã do Bascortostão” Huceine Bei que, de acordo com uma lenda local, foi o último membro da família Sarateve. 
Nas assembleias do líderes locais, eram tomadas as decisões mais importantes, que mais tarde determinariam o futuro da região. Nas reuniões, os representantes dos clãs basquires concordaram em ações comuns de todos os clãs, elaboraram posições comuns em relação a vários eventos do governo czarista, tomavam decisões no início ou no final de uma guerra ou levante e elegiam os líderes das unidades militares.   
A expedição de Oremburgo em dezembro de 1734, surgiu de uma assembleia basquir na Mesquita de Azieve. Em outra assembleia, foi decidido levantar uma revolta na região contra alguns influentes da Ásia Central. Isso mostra o quão a mesquita foi importante para a política local.             